# 万村
万村（法語：Oingt，法語發音：[wɛ̃]）是法国罗讷省的一个旧市镇，属于索恩河畔自由城区。万村是法国最美丽的村庄之一。2017年，万村与临近的2个市镇合并为新市镇瓦勒德万。

## 地理
万村（45°56'52"N, 4°34'56"E）面积3.92 平方千米，位于法国奥弗涅-罗讷-阿尔卑斯大区罗讷省，该省份为法国中东部省份，北起顺时针与索恩-卢瓦尔省、安省、里昂大都会、伊泽尔省和卢瓦尔省接壤。
与万村接壤的市镇（或旧市镇、城区）包括：泰泽、圣洛朗德万、维尔叙雅尔尼乌、勒布瓦德万、穆瓦雷。
万村的时区为UTC+01:00、UTC+02:00（夏令时）。

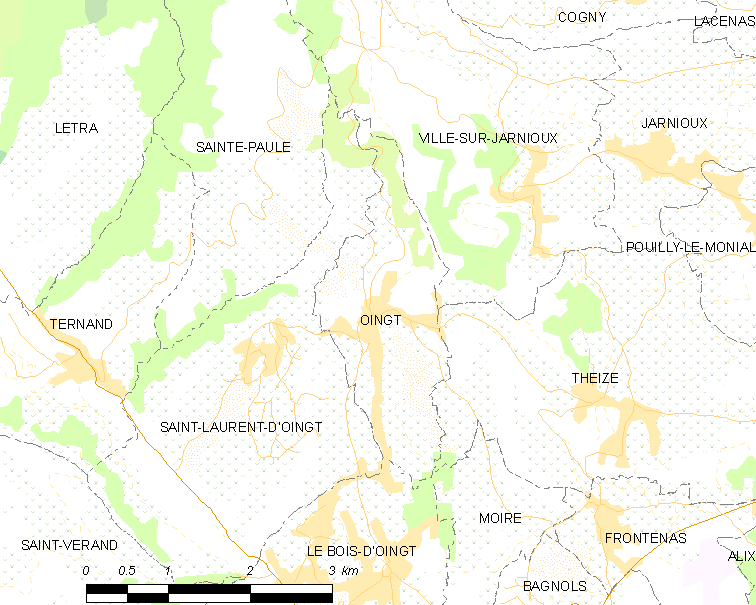
万村的OSM定位图

## 行政
万村的邮政编码为69620，INSEE市镇编码为69146。

## 政治
万村所属的省级选区为瓦勒德万县。

## 人口

1962-2008年间万村人口变化图示

万村于2018年1月1日时的人口数量为667人。